# Саланьон
Саланьон (фр. Salagnon) — коммуна во Франции, находится в регионе Рона — Альпы. Департамент коммуны — Изер. Входит в состав кантона Бургуен-Жалье-Нор. Округ коммуны — Ла-Тур-дю-Пен.
Код INSEE коммуны — 38467. Население коммуны на 1999 год составляло 932 человека. Населённый пункт находится на высоте от 221  до 397  метров над уровнем моря. Муниципалитет расположен на расстоянии около 430 км юго-восточнее Парижа, 45 км восточнее Лиона, 65 км северо-западнее Гренобля. Мэр коммуны — M. Gilbert Durand, мандат действует на протяжении 2001—2008 гг.
Динамика населения (INSEE):